# First Class 7.5
Pour les articles homonymes, voir Class.
Le First class 7.5 est une classe de voilier sportif de 7,49 mètres de long. Commandé par la FFV, le First class 7.5 a été fabriqué à partir de 2005 par le chantier Bénéteau en collaboration avec le Groupe Finot,,. Il était initialement prévu pour être le successeur du First class 8.
Les bateaux ont été achetés pour la plupart par les clubs aidés par la FFV. Ils servent aujourd'hui principalement aux régates de match racing.